# Міцуке

37°32′00″ пн. ш. 138°55′00″ сх. д. / 37.53333° пн. ш. 138.91667° сх. д.
Мі́цуке (яп. 見附市, みつけし, МФА: [mit͡su̥ke ɕi̥]) — місто в Японії, в префектурі Ніїґата.

## Короткі відомості
Розташоване в центральній частині префектури. Виникло на основі сільських поселень раннього нового часу. Отримало статус міста 31 березня 1954 року. Основою економіки є сільське господарство, текстильна промисловість, комерція. Традиційне ремесло — виготовлення епонжі й в'язаного одягу. Щорічно, в червні, в місті проходить свято повітряних зміїв. Станом на 1 квітня 2009 площа міста становила 77,96 км². Станом на 1 червня 2011 населення міста становило 41 621 осіб.